# Тимашјовски рејон
Тимашјовски рејон (рус. Тимашёвский район) административно-територијална је јединица другог нивоа и општински рејон смештен у централном делу Краснодарске покрајине, односно на југозападу европског дела Руске Федерације.
Административни центар рејона је град Тимашјовск.
Према подацима националне статистичке службе Русије за 2017. на територији рејона живело је 111.544 становника или у просеку око 71,3 ст/км². По броју становника налази се на 11. месту међу административним јединицама Покрајине. Површина рејона је 1.506 км².

## Географија
Тимашјовски рејон се налази у централном делу Краснодарске покрајине, обухвата територију површине 1.506,4 км² и по том параметру налази се на 22. месту у Покрајини. Граничи се са Брјуховечким рејоном на северу, на истоку је Кореновски, југу Дински, а на западу и северозападу су Калињински и Приморско-ахтарски рејон.
Рељефно то је једнолична степа Кубањско-приазовске низије испресецана бројним водотоцима и мањим ујезереним површинама. Најважнији водотоци су Бејсужек Леви који тече североисточним, и река Кирпили која тече централним делом рејона (обе теку у смеру југоисток-северозапад).

## Историја
Тимашјовски рејон је званично успостављен 11. фебруара 1927. као једна од административних јединица тадашњег Кубањског округа Југоисточне област и првобитно се састојао од 16 сеоских совјета. Пре него што је ушао у састав Краснодарске покрајине 1937. налазио се у границама, прво Северно-кавкаске, а потом и Азовско-црноморске покрајине. 

## Демографија и административна подела
Према подацима са пописа становништва из 2010. на територији рејона живело је укупно 106.130 становника, док је према процени из 2017. ту живело 111.544 становника, или у просеку око 71,3 ст/км². По броју становника Тимашјовски рејон се налази на 11. месту у Покрајини. 
| 1959.  | 1970.   | 1979.  | 1989.  | 2002.   | 2010.   | 2017.    |
| ------ | ------- | ------ | ------ | ------- | ------- | -------- |
| 65.573 | 108.035 | 83.680 | 91.851 | 107.189 | 106.130 | 111.544* |

Напомена:* Према процени националне статистичке службе. 
На територији рејона налази се укупно 41 насељено место административно подељена на 10 другостепених општина (9 руралних и једну градску). Административни центар рејона и његово највеће насеље је град Тимашјовск са око 50.000 становника. Већа насеља на тлу рејона су још и станице Медведовскаја (17.000 становника), Новокорсунскаја (5.000) и Роговскаја (око 8.000 становника).